# Wildwood (Oregon, Clackamas megye)
Wildwood az Amerikai Egyesült Államok Oregon államának Clackamas megyéjében, a U.S. Route 26 mentén elhelyezkedő önkormányzat nélküli település.
A településen kocsma, templom és több park is található.

## Fordítás
- Ez a szócikk részben vagy egészben  a   Wildwood, Clackamas County, Oregon című angol Wikipédia-szócikk ezen változatának fordításán alapul.  Az eredeti cikk szerkesztőit annak laptörténete sorolja fel. Ez a jelzés csupán a megfogalmazás eredetét és a szerzői jogokat jelzi, nem szolgál a cikkben szereplő információk forrásmegjelöléseként.